# Т-64БМ „Булат“
Т-64БМ „Булат“ е украински основен боен танк. Разработена от Харковския бронетанков завод, която е модернизация на танка Т-64Б. Има нова система за управление на огъня „Булат“, снабден е с комплекс за изстрелване на управляеми противотанкови ракети „Комбат“.

## История
След разпадането на СССР Украйна наследи значителен брой танкове Т-64. Към 1995 г. въоръжените сили разполагат с 2345 превозни средства с различни модификации. През 1990-те години на миналия век бяха разработени няколко опции за надграждане на T-64, които се различаваха в нивото на използване на новите компоненти и цената.
Най-добрият от тях беше Обект 447АМ-1 (Т-64У), за първи път демонстриран публично по време на парада за Деня на независимостта на 24 август 1999 г., а приет на въоръжение в Украйна под името Т-64БМ „Булат“.

## Устройство
Т-64БМ има класическа компоновка. В предната част се намира отделението за управление, в средната е бойното отделение, а в кърмовата – машинно-трансмисионното отделение. Екипажът се състои от трима души: командир, мерач и механик-водач.

### Двигател
Двигателят е 5ТДФМ  – двутактов петцилиндров едноредов многогоривен турбодизел с течно охлаждане и правоточно продухване с мощност 850 к.с,с обем 13,6 литра.

### Въоръжение
Т-64БМ е въоръжен със 125 мм гладкостволно оръдие КБАЗ или 2А46М-1. Боекомплектът – 36.
Механизмът за зареждане – (МЗ)6ЭЦ10, е хидромеханически с постоянен ъгъл на зареждане. В конвейера му са разположени 28 изстрела за разделно зареждане: бронебойно-подкалибрени, кумулативни и осколочно-фугасни. Останалите 9 са в отделението за управление и в бойното отделение. Автоматичното зареждане се осъществява от механизирания боепоставяч, въвеждащ снаряда и заряда в плоскостта на зареждане, като ги повдига с електрохидравлически подемник до линията на доизпращача. Той ги премества в зарядната камера с едни ход. След изстрела дъното се улавя от специален механизъм и се поставя в освободилия се улей. В случай на отказ на автоматиката е възможно ръчно зареждане, но в този случай значително пада скорострелността.
С оръдието има сдвоена една 7,62-мм картечница КТ-7,62 с темп на стрелба 700-800 изстрела в минута.
По-късно започва да се монтира и 12,7 мм зенитна картечница КТ-12,7, дистанционно управлявана от командира на танка. Боекомплектът за нея е 300 патрона.
Т-64БМ имат система за стрелба с управляеми противотанкови ракети – „Комбат“.
Командирският прибор за наблюдение е комбиниран дневно-нощен – тип ТКН-3.
Танковете Т-64БМ разполагат със система за управление на огъня 1А45.

## Оператори
- Украйна – ~100